# 945 в Україні
945 в Україні — це перелік головних подій, що відбулись у 945 році на території сучасних українських земель.

## Події
- Укладено новий договір Київської Русі з Візантією.
- Повстання древлян і вбивство князя Ігора.
- Після смерті Ігора київський престол успадкував князь Святослав при регентстві княгині Ольги.

## Особи

### Померли
- Ігор Рюрикович — Великий князь київський. Загинув при зборі данини з древлян очолюваними князем Малом.